# Association foncière de remembrement
Pour les articles homonymes, voir AFR.
Une association foncière de remembrement (AFR) est, en France, une association syndicale qui regroupe des agriculteurs dans le but de mener des opérations de remembrement et des travaux connexes d'amélioration foncière.

## Rôle de l'association
L'association foncière a principalement pour objet, la réalisation, l'entretien et la gestion des travaux connexes, décidés par la Commission communale ou intercommunale d'aménagement foncier, dans le cadre du remembrement, lorsque la commune ou les communes n'assurent pas la maîtrise d'ouvrage de la totalité de ces travaux. 
Exceptionnellement, en cas de remembrement consécutif à un ouvrage linéaire (autoroute, déviation, TGV...) incluant l'emprise de l'ouvrage ou de création de réserve foncière communale, elle est aussi chargée de répartir auprès des propriétaires et des exploitants les indemnités d'expropriation, elle est l'intermédiaire négociateur entre les propriétaires et le maître d'ouvrage. 
En outre, elle peut, le cas échéant, être chargée du versement des soultes pour plus values permanentes, en cas de réserves foncières ou encore en cas de cessions de petites parcelles dans le cadre du remembrement.

## Nature juridique
Les associations foncières de remembrement sont des établissements publics à caractère administratif relevant donc de la justice administrative.